# Висконти, Гари
Га́ри Виско́нти (англ. Gary Visconti; род. 10 мая 1945, Детройт, штат Мичиган, США) — фигурист из США бронзовый призёр чемпионатов мира 1966 и 1967 годов, двукратный чемпион США в мужском одиночном катании.

## Биография
С 1964 года участвовал в чемпионатах США, заняв 4-е место. В 1965 году занял первое место на чемпионате США. В этом же году дебютировал на чемпионате мира, где занял 6-е место. На зимней Олимпиады 1968 года занял 5-е место. Выступал в профессиональном спорте. Работает тренером. Был одним из основателей ледового шоу «Легендс он айс».

## Спортивные достижения
| Соревнования/Сезоны         | 1961 | 1962 | 1963 | 1964 | 1965 | 1966 | 1967 | 1968 | 1969 |
| --------------------------- | ---- | ---- | ---- | ---- | ---- | ---- | ---- | ---- | ---- |
| Зимние Олимпиады            |      |      |      |      |      |      |      | 5    |      |
| Чемпионаты мира             |      |      |      |      | 6    | 3    | 3    | 5    | 4    |
| Чемпионаты Северной Америки |      |      |      |      | 1    |      | 3    |      |      |
| Чемпионаты США              |      |      |      | 4    | 1    | 2    | 1    | 2    | 3    |